# Herlianské sedlo
Herlianské sedlo (660,5 m n. m.) je sedlo v hlavním hřebeni centrální části Slanských vrchů. Leží mezi vrchy Mošník (911,1 m n. m.) a Črchlina (898,7 m n. m.), odděluje podcelky Mošník a Makovica.
Sedlem vede silnice II/576 spojující Košice a Vranov nad Topľou, v úseku mezi obcemi Herľany a Banské. Také jím prochází červeně značená turistická trasa z Dargovského průsmyku na vrch Makovica (981,4 m n. m.), který je součástí mezinárodní trasy EB.